# Lã Động Tân
Lã Động Tân (tiếng Trung: 呂洞賓; Wade–Giles: Lü Tung-Pin; 796-?) hay Lữ Động Tân, tên húy là Lã Nham (呂嵒, hay 呂巖), tự Động Tân, đạo hiệu Thuần Dương Tử, còn có hiệu là Hồi đạo nhân, sinh ngày 14 tháng 4 năm Bính Tí, tức đời Đường Đức Tông niên hiệu Trinh Nguyên thứ 12 (ngày 4 tháng 5 năm 796 Tây Lịch) tại làng Chiêu Hiền, huyện Vĩnh Lạc, phủ Hà Trung, châu Bồ (nay là thôn Chiêu Hiền, xã Vĩnh Lạc, huyện Nhuế Thành, tỉnh Sơn Tây, Trung Quốc). Ông là vị tiên nổi tiếng trong Đạo giáo,  một trong Bát Tiên, được tôn làm một trong Ngũ Ân Chủ, Ngũ Văn Xương. Trong Đạo giáo Trung Hoa thì phái Toàn Chân tôn Lã Động Tân làm một trong Ngũ Dương tổ, nhân vật tiêu biểu của phái Nội đan cũng như dòng tư tưởng Tam giáo đồng lưu.
Người đời thờ Lã Động Tân Động Tân làm thần giải mộng, thần văn cụ, thần khoa khảo, thần đào vàng và các loại mỏ kim loại, thần tổ nghề tóc, cũng như thờ ông làm thần võ hay thần tài. 
Ngày mất chưa rõ. Có thuyết cho rằng ông từ Hoàng Hạc lâu thăng thiên đúng ngày sinh nhật 200 tuổi, tức 14 tháng 4 năm Bính Tí niên hiệu Chí Đạo thứ 2 đời Tống Chân Tông (20 tháng 5 năm 996 Tây Lịch).

## Tên hiệu

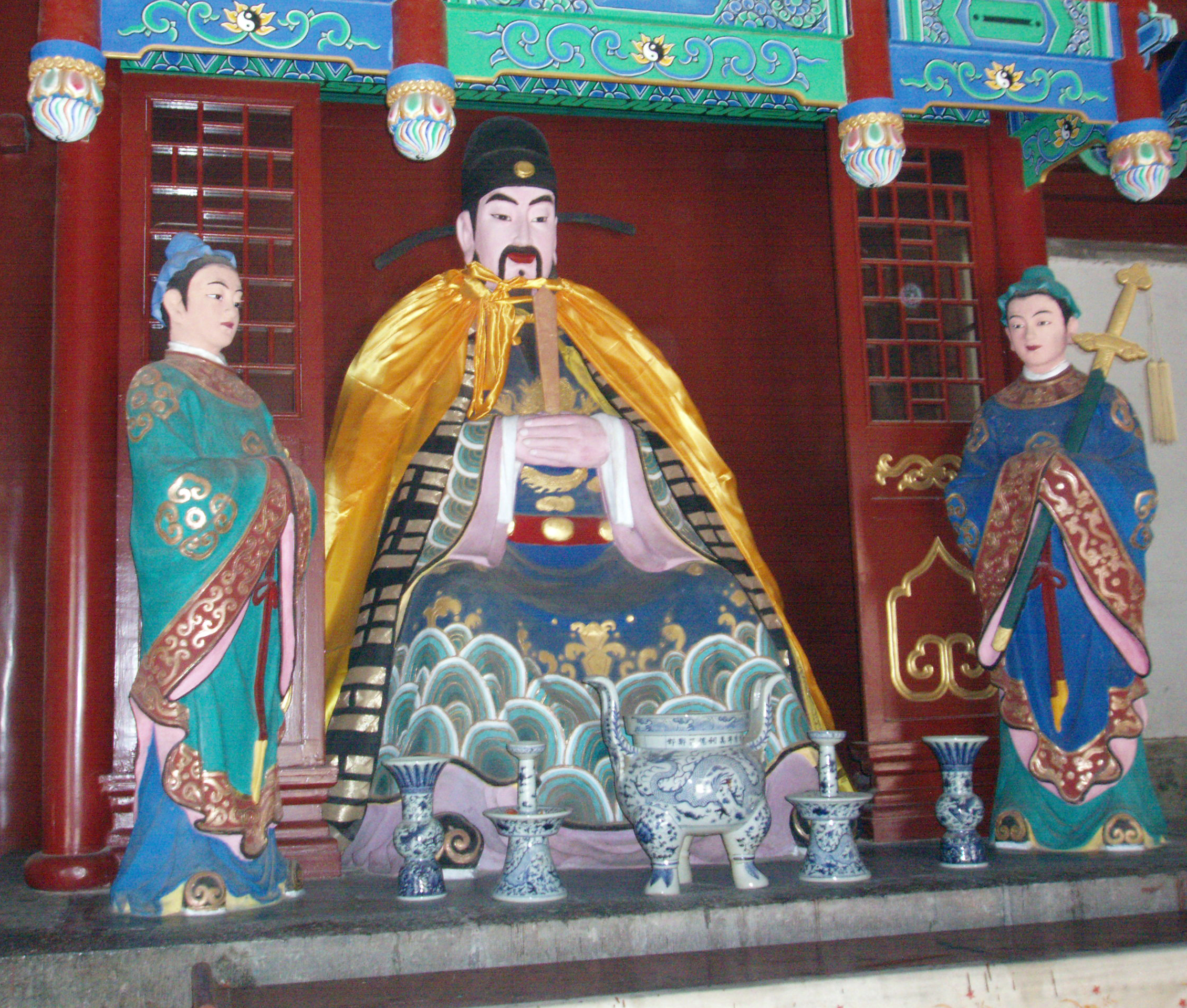
Tượng thờ trong Lữ tiên từ ở Hàm Đan

### Dân gian
Dân gian coi Lã Động Tân là vị tiên pháp lực cao siêu, hay tế thế cứu khổ, giúp dân trừ nạn, nên rất tôn kính. Tín đồ xưng Lã Động Tân là Lã tiên, Lã tổ, Lã tiên tổ, Lã tiên sư, Thuần Dương tiên sư, Phu Hựu đế quân.
Miền Bắc Trung Quốc gọi ông là Lã tiên ông. Vùng Mân Nam, Đài Loan thì xưng là Lã tiên công, gọi tắt thành "tiên công" hay "tiên công chủ".
Lã Động Tân cùng Quan Thánh đế quân tức Quan Vũ, Nhạc Ngạc vương tức Nhạc Phi, Táo Quân và Vương Linh quan thường được thờ chung làm Ngũ Ân Chủ.

### Triều đình
Nhà Tống: Tống Huy Tông sắc phong Diệu Đạo chân quân.

### Tôn giáo
Tùy theo giáo phái mà tôn danh hiệu khác nhau. Có các danh xưng: Lôi Đình Thái Hành Đại thiên sư (雷霆太行大天師), Linh Bảo Thuần Dương Nhất Khí Hoa Cái Chưởng Đạo chân quân (靈寶純陽一炁華蓋掌道真君), Quảng Tế Chánh Đạo Diệu Thông Hoành Nhân Phổ Huệ đế quân (廣濟正道妙通宏仁普惠帝君), Hưng Hành Diệu Đạo thiên tôn (興行妙道天尊), Hưng Long Đại Đạo Hộ Quốc Tế Dân Huyền Nguyên Quảng Pháp thiên tôn (興隆大道護國濟民伭元廣法天尊)
Trong Toàn Chân giáo ông được coi là một trong Ngũ Dương tổ, hiệu Thuần Dương.
Thường gọi ông là Thuần Dương tổ sư, Phu Hự đế quân.

## Câu tục ngữ và dị bản
Có một dị bản khác là trước khi Lã Động Tân thành tiên, có một người bạn tâm giao đồng hương tên là Cẩu Diễu, cha mẹ của anh ta đều đã qua đời, gia cảnh rất nghèo khó. Lã Động Tân đồng cảm với người bạn này, liền cùng anh ta kết bái làm huynh đệ. Hơn nữa, còn mời anh ta đến ở tại nhà mình, động viên anh ta chịu khó học hành, tương lai mới có ngày mở mày mở mặt.
Một ngày nọ, nhà Lã Động Tân có một vị khách họ Lâm đến chơi, thấy Cẩu Diễu thanh tuấn nho nhã, lại chăm chỉ đọc sách, bèn nói với Lã Động Tân: "Lã tiên sinh, tôi muốn gả Ngu muội của tôi cho Cẩu Diễu, ông thấy thế nào?". Lã Động Tân nghe vậy, sợ Cẩu Diễu bỏ lỡ tiền đồ, liền vội vàng từ chối, nhưng Cẩu Diễu lại ra chiều đồng ý mối hôn sự này. Lã Động Tân nói: "Tiểu thư nhà họ Lâm vốn xinh đẹp đức hạnh, hiền đệ nếu chủ ý đã định, ta cũng không ngăn trở, chỉ là sau khi thành thân, ta muốn ngủ cùng tân nương tử (cô dâu) ba đêm đầu".
Cẩu Diễn nghe xong không khỏi sửng sốt, nhưng vẫn cắn răng đồng ý. Buổi tối ngày Cẩu Diễu thành thân, trong động phòng, tân nương với khăn hồng che mặt, ngồi dựa lưng vào giường. Lúc này, Lã Động Tiên xông thẳng vào phòng, chẳng nói chẳng rằng, cứ ngồi ở bàn dưới ánh đèn, mải mê đọc sách. Lâm tiểu thư đợi đến nửa đêm, đành phải nằm ngủ một mình. Đến sáng tỉnh dậy, thì không thấy tân lang đâu. Cứ liên tiếp 3 đêm đều như vậy.
Trải qua 3 ngày vô cùng ức chế, Cẩu Diễu mới được vào động phòng, thấy nương tử đang buồn bã khóc lóc, liền bước đến nhận lỗi. Lâm tiểu thư vẫn cứ cúi đầu khóc nói: "Lang quân, vì sao 3 đêm qua lại không lên giường đi ngủ, chỉ đọc sách dưới đèn, mãi đến tối mới đến, sáng lại đi sớm?".
Sau khi nghe tân nương trách móc, Cẩu Diễu trợn mắt há hốc mồm, đến nửa ngày, anh mới tỉnh ngộ, dẫm mạnh hai chân, ngửa mặt cười to: "Thì ra là ca ca sợ ta ham vui, lại quên đọc sách, đã dùng cách này để khích lệ ta. Ca ca thật dụng tâm, có thể nói là quá "nhẫn tâm" rồi!".
Lâm tiểu thư nghe Cẩu Diễn nói như vậy thì thấy vô cùng khó hiểu, đợi Cẩu Diễu nói rõ xong, hai vợ chồng cảm động nói: "Ơn này của Lã huynh, tương lai chúng ta nhất định phải báo đáp!".
Vài năm sau, Cẩu Diễu quả nhiên thi đỗ bảng vàng được đề bạt làm đại quan, hai vợ chồng đến nhà Lã Động Tân xúc động từ biệt để lên đường đi nhận chức.
Nhoáng một cái đã 8 năm trôi qua, mùa hè năm đó, Lã gia không may bị cháy lớn, gia sản trong nháy mắt hóa thành đống tro bụi. Lã Động Tân đành phải dựng một căn nhà tranh, để cho vợ con tạm tránh mưa tránh gió.
Sau đó, hai vợ chồng bàn bạc, quyết định đi tìm Cẩu Diễn nhờ giúp đỡ. Trải qua quãng đường vất vả cực khổ, cuối cùng Lã Động Tân cũng tìm được Cẩu Diễu. Tuy nhiên, Cẩu Diễu khi nghe chuyện nhà Lã Động Tân gặp nạn thì tỏ vẻ thông cảm, nhưng lại không đề cập đến chuyện giúp đỡ, một chút tiền cũng không đưa cho Lã Động Tân.
Hơn một tháng trôi qua, Lã Động Tân nghĩ rằng Cẩu Diễu hẳn là đã vong ân bội nghĩa, nên một mạch trở về nhà.
Lã Động Tân vừa về đến nhà thì bất ngờ thấy một ngôi nhà mới. Không tin vào mắt mình, ông tiến vào bên trong nhà, thấy hai bên cửa lớn dán giấy trắng, giống như là trong nhà có người chết. Quá kinh ngạc, ông vội vàng bước vào, nhìn thấy giữa nhà có một cỗ quan tài, vợ con mình mặc áo tang, đang gào khóc thảm thiết.
Lã Động Tân gọi vợ một tiếng. Người vợ quay đầu ra nhìn, liền run rẩy kêu lên: "Chàng, chàng là người hay là ma?". Lã Động Tân càng cảm thấy lạ lùng, ông hỏi: "Nương tử, ta khỏe mạnh trở về, làm sao là ma được đây?".Người vợ nhìn một lúc, mới nhận ra đúng là Lã Động Tân, nói: "Đúng là dọa tôi sợ đến chết!".
Nguyên là, sau khi Lã Động Tân rời đi không lâu, thì có người đến dựng giúp cái nhà, xây hẳn một ngôi nhà mới. Giữa trưa hôm trước, lại có nhóm người đến mang theo một cỗ quan tài, bọn họ nói: Lã Đông Tân khi đang ở nhà Cẩu Diễu thì bị bệnh chết.
Lã Động Tân nghe xong, biết là Cẩu Diễu bày trò đùa mình. Ông lại gần quan tài, cầm cái búa lớn bổ quan tài làm đôi, chỉ thấy bên trong tất cả đều là kim ngân châu báu, bên trên còn có một phong thư, viết: "Cẩu Diễu không phải là phụ lòng huynh, xin tặng huynh số kim ngân này và một căn nhà. Huynh khiến thê tử ta giữ phòng trống, ta khiến thê tử huynh khóc đoạn trường".
Từ đó trở đi, hai nhà Lã Động Tân và Cẩu Diễu càng thêm thân thiết. Từ câu chuyện này, người ta mới có câu rằng: "Cẩu Diễu Lã Động Tân, bất thức hảo nhân tâm. Bởi vì "Cẩu Diễu" (苟杳; Cẩu Liễu) và "Cẩu giảo" (狗咬) đồng âm, truyền tới truyền lui mới trở thành "Cẩu giảo Lã Động Tân, bất thức hảo nhân tâm" (Chó cắn Lã Động Tân, không biết lòng tốt của người), là một câu thành ngữ trong nhân gian.

## Minh họa và ý nghĩa tôn giáo
Ông thường được miêu tả là mặc trang phục của đạo sĩ, tay trái cầm phất trần, kiếm phép đeo chéo sau lưng. Kiếm phép là kiếm biết bay và nghe theo lời ông sai khiến. Ông được tôn là ông tổ của nghề thợ cạo.
Là một học giả ẩn dật được tôn sùng như thần hộ mệnh của những người bệnh, thanh kiếm của ông có phép thuật để xua đuổi những linh hồn quỷ dữ và loại bỏ những nguồn năng lượng xấu. Tay phải ông cầm phất trần để chữa bệnh. Đặt vị tiên này trong nhà sẽ giúp cho mọi thành viên của gia đình tránh được bệnh tật do âm khí tạo ra.